# Quyền LGBT ở Brasil
Quyền đồng tính nữ, đồng tính nam, song tính và chuyển giới ở Brasil là một trong những nước tiên tiến nhất ở Mỹ Latinh và thế giới, với những người LGBT có quyền kết hôn trên toàn quốc kể từ tháng 5 năm 2013, mặc dù người LGBT vẫn phải đối mặt với một số thách thức xã hội.
Vào ngày 5 tháng 5 năm 2011, Tòa án Liên bang Tối cao đã bỏ phiếu ủng hộ việc cấp cho các cặp đồng giới cùng 112 quyền hợp pháp như các cặp vợ chồng. Quyết định này đã được phê chuẩn bởi 10 phiếu bầu0 với một lần bỏ phiếu & ndash; một công lý đã từ bỏ vì ông đã nói chuyện công khai ủng hộ các công đoàn đồng giới khi ông là luật sư. Phán quyết đã cho các cặp đồng giới trong quan hệ đối tác ổn định cùng các quyền tài chính và xã hội được hưởng bởi những người có mối quan hệ khác giới.
Do đó, vào ngày 14 tháng 5 năm 2013, Hội đồng Quốc gia Brazil đã hợp pháp hóa hôn nhân đồng giới trong cả nước trong cuộc bỏ phiếu 14-1 bằng cách đưa ra phán quyết ra lệnh cho tất cả các cơ quan đăng ký dân sự của nước này thực hiện các cuộc hôn nhân đồng giới và chuyển đổi bất kỳ liên minh dân sự hiện có thành hôn nhân nếu các cặp vợ chồng mong muốn. Joaquim Barbosa, sau đó là chủ tịch Hội đồng Tư pháp và Tòa án Liên bang Tối cao, nói trong quyết định rằng các công chứng viên không thể tiếp tục từ chối "thực hiện một đám cưới dân sự hoặc chuyển đổi một liên minh dân sự ổn định thành một cuộc hôn nhân giữa những người cùng giới." The ruling was published on May 15 and took effect on ngày 16 tháng 5 năm 2013.
Danh sách quyền LGBT khác nhau ở Brasil đã được mở rộng kể từ khi kết thúc chế độ độc tài quân sự năm 1988. Năm 2009, một cuộc khảo sát được thực hiện tại 10 thành phố của Brazil cho thấy 7,8% nam giới được xác định là đồng tính nam song tính chiếm 2,6% tổng dân số (với tổng số 10,4%). Dân số đồng tính nữ Brazil là 4,9% nữ giới với phụ nữ song tính đạt 1,4% (với tổng số 6,3%). Không có số liệu thống kê trên toàn quốc.
Theo Guinness World Records, São Paulo Gay Pride Parade là lễ kỷ niệm LGBT Pride lớn nhất thế giới, với 4 triệu người tham dự năm 2009. Theo điều tra dân số Brazil năm 2010 (IBGE). Cả nước có khoảng 300 tổ chức LGBT đang hoạt động. Cùng năm, Brasil cũng báo cáo tỷ lệ giết người cao nhất trong lịch sử, với tổng số 63.880 vụ giết người.
Theo khảo sát năm 2017 Datafolha, tỷ lệ người Brazil cho rằng đồng tính luyến ái nên được xã hội chấp nhận đã tăng từ 64% năm 2014 lên 74% vào năm 2017. Tuy nhiên, Brazil được báo cáo là có tỷ lệ giết người LGBT cao nhất thế giới, với hơn 380 vụ giết người chỉ riêng trong năm 2017, tăng 30% so với năm 2016.

## Bảng tóm tắt

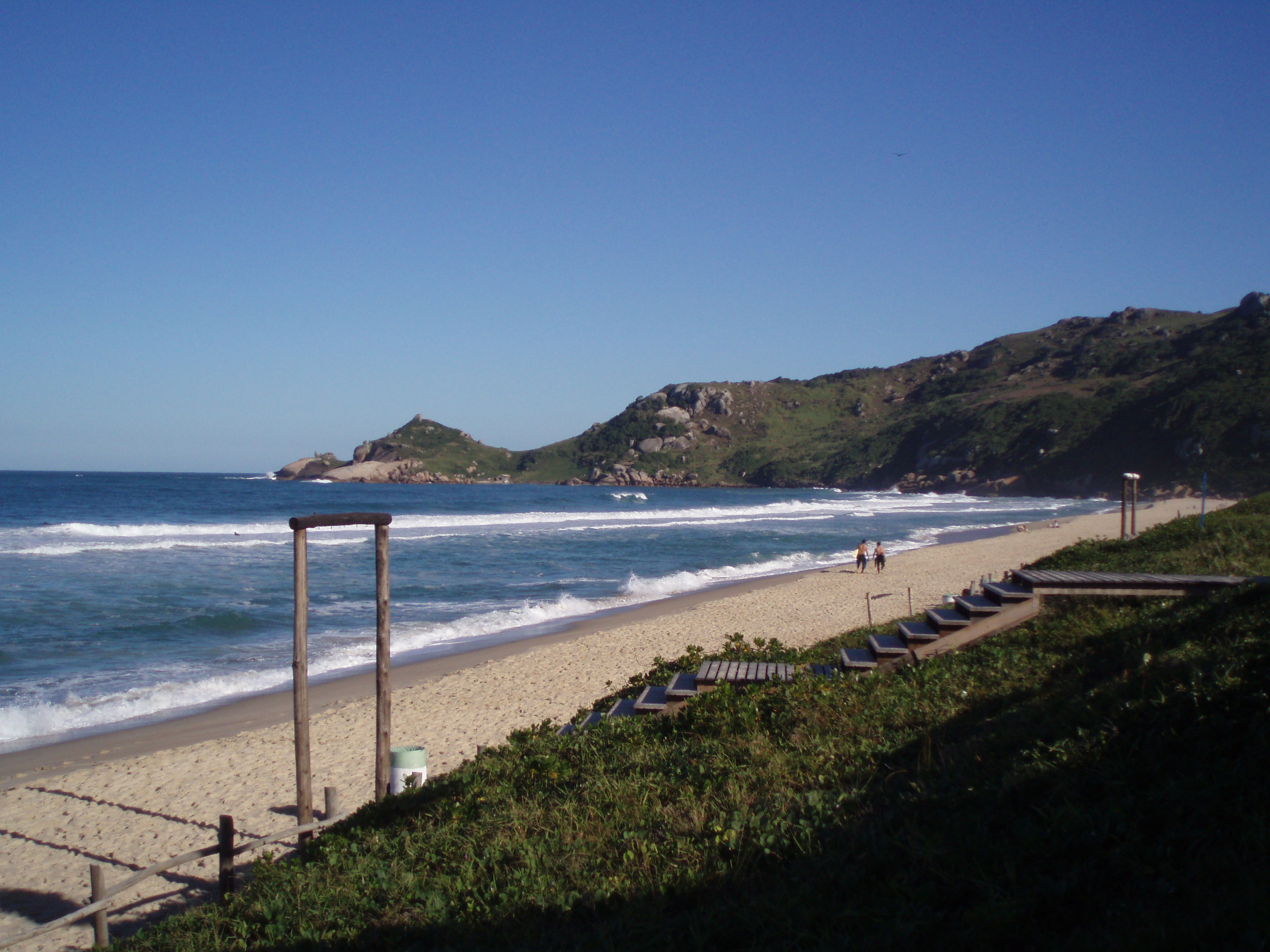
Quang cảnh của Bãi biển Mole, Bãi biển LGBT ở thành phố Florianópolis

| Hoạt động tình dục đồng giới hợp pháp                                                                                       | (Từ năm 1830)                  |
| Độ tuổi đồng ý | Yes                            |
| Luật chống phân biệt đối xử ở trong việc làm                                                                                | Yes                            |
| Luật chống phân biệt đối xử trong việc cung cấp hàng hóa và dịch vụ                                                         | Yes                            |
| Luật chống phân biệt đối xử trong tất cả các lĩnh vực khác (bao gồm phân biệt đối xử gián tiếp, ngôn từ kích động thù địch) | Yes                            |
| Công nhận các cặp đồng giới                                                                                                 | (Từ năm 2011)                  |
| Hôn nhân đồng giới | (Toàn quốc từ năm 2013)        |
| Con nuôi của các cặp vợ chồng đồng giới                                                                                     | Yes                            |
| Nhận con nuôi chung bởi các cặp đồng giới                                                                                   | (Từ năm 2010)                  |
| Làm cha mẹ tự động cho cả hai vợ chồng sau khi sinh                                                                         | Yes                            |
| Người LGBT được phép phục vụ công khai trong quân đội                                                                       | Yes                            |
| Quyền thay đổi giới tính hợp pháp                                                                                           | (Từ năm 2009)                  |
| Liệu pháp chuyển đổi bị cấm ở trẻ vị thành niên                                                                             | (Từ năm 1999)                  |
| Trẻ vị thành niên liên giới tính được bảo vệ khỏi các thủ tục phẫu thuật xâm lấn                                            | No                             |
| Lựa chọn giới tính thứ ba                                                                                                   | No                             |
| Liệu pháp chuyển đổi bị cấm ở trẻ vị thành niên                                                                             | (Từ năm 1999)                  |
| Đồng tính luyến ái được loại khỏi danh sách bệnh                                                                            | (Từ năm 1999)                  |
| Truy cập IVF cho đồng tính nữ                                                                                               | (Từ năm 2011)                  |
| Mang thai hộ thương mại cho các cặp đồng tính nam                                                                           | (Từ năm 2015)                  |
| Mang thai hộ thương mại cho các cặp đồng tính nam                                                                           | (Cấm bất kể xu hướng tình dục) |
| NQHN được phép hiến máu | (Từ năm 2020)                  |